# Underdog – Unbesiegt weil er fliegt
Underdog – Unbesiegt weil er fliegt ist eine US-amerikanische Abenteuer-Komödie aus dem Jahr 2007. Der Familienfilm basiert auf der erfolgreichen Fernsehserie Underdog.

## Handlung
Shoeshine ist nicht der beste Bombenspürhund, weswegen er nach einem Falschalarm das Weite sucht und plötzlich von einem Hundefänger zu GRS gebracht wird, wo er als Versuchskaninchen von Dr. Simon Bar Sinisters DNA-Experimenten dienen soll. Aber Shoeshine flieht und richtet dabei nicht nur ein Chaos und eine Zerstörung an, die später für Sinisters Entlassung sorgen wird, sondern kommt dabei auch noch mit einigen Chemikalien in Berührung. Diese fangen an zu wirken, nachdem der gutherzige Wachmann Daniel „Dan“ Unger Shoeshine während der Flucht auflas und ihn seinem Sohn Thomas „Jack“ Unger schenkte. Plötzlich entwickelt Shoeshine Superfähigkeiten wie Superschnelligkeit, Superstärke, Supergehör, Fliegen und die Fähigkeit zu sprechen. Das schockt nicht nur Jack, sondern auch Shoeshine. Beide freunden sich schnell an und verlieben sich fast in dasselbe Mädchen, Jack in Molly und Shoeshine in deren Hündin Polly. Und eher aus Versehen rettet Shoeshine beide auch noch vor zwei Gangstern während eines Überfalls. Anschließend gibt Jack Shoeshine ein Halsband, mit dem er verdeutlicht, dass er endlich ein Zuhause gefunden hat.
Allerdings sind Cad Lackey und Dr. Sinister auf der Suche nach dem Hund und brechen vorher in einen Juwelierladen ein. Shoeshine hört dies und fliegt dorthin, um den Einbruch zu verhindern. Dadurch wird er berühmt, was ihm absolut missfällt, weswegen ihm Jack einen roten Pullover mit einem großen „U“ schenkt und ihn den Namen Underdog verleiht. Als Underdog verkleidet rettet Shoeshine die Stadt und ihre Bewohner fortan immer wieder vor größeren und kleineren Katastrophen. Dadurch wird er zu einer lokalen Berühmtheit, weswegen Cad dies nutzt, um sich als Großmutter verkleidet in eine Gefahrensituation zu bringen. Underdog erscheint, rettet ihn und erkennt, dass dies eine Falle war. Aber er kann fliehen, wobei er sein Hundehalsband verliert. Dadurch wissen Cad und Dr. Sinister, wo er wohnt und sie entführen Dan. Als Geisel gehalten, wird er gezwungen, Underdog zu rufen. Als er anschließend erscheint, muss er sich seine Kräfte von Dr. Sinister wieder nehmen lassen. Diese gibt Dr. Sinister seinen loyalen Schäferhunden Main, Kill und Attack.
Anschließend macht sich Dr. Sinister mit Cad auf den Bürgermeister zu entführen und zu erpressen. Dr. Sinister will 1 Milliarde US-Dollar, Immunität sowie sein Labor und Forschungsgeld wieder zurück. Underdog eilt schnell zum Rathaus, wo er sich nicht nur den drei Superschäferhunden, sondern auch einen mit Superkräften ausgestatteten Dr. Sinister gegenübersieht. Mit etwas List schafft er es, von Dr. Sinister die Chemikalie für die Superkräfte wiederzubekommen und die drei Schäferhunde auf ihn losgehen zu lassen. Anschließend fliegt er auf das Dach, wo er die Bombe, die Cad zuvor dort anbrachte, mit sich nimmt und ein sehr tiefes Loch in die Erde buddelt, wo er diese explodieren lässt. Die Explosion ist aber so stark, dass Underdog nicht mehr davor fliehen kann und in den Weltraum geschleudert wird. Ohnmächtig fällt er wieder zur Erde zurück, wo er von einer jubelnden Menge vorgefunden wird. Dank seiner Superkräfte regeneriert sich Underdog schnell und fliegt davon.

## Kritik
„Underdog wurde ursprünglich vielleicht erschaffen, um Frühstücksflocken von General Mills  zu verkaufen, aber diese neueste Inkarnation könnte nicht mal Frisbees im Hundepark verkaufen.“

„Der nach einer beliebten Zeichentrickserie der 1960er- und 1970er-Jahre gestaltete Realfilm macht die dünne Handlung mit überzeugenden Trickeffekten und pointierten Dialogen weitgehend wett. Sympathische Unterhaltung mit anspielungsreichem Humor.“

„Allerdings wird hier der Charme anderer Disney-Filme nicht erreicht, zu stromlinienförmig und spannungslos kommen Drehbuch und Umsetzung, die viel zuviel auf Schauwerte setzt, daher. Gut ist allerdings der dressierte Beagle in der Rolle des Underdog/Shoeshine und auch einige Gags können durchaus überzeugen.“

## Auszeichnungen
- drei Nominierungen bei den Young Artist Awards 2008  (Alex Neuberger als Bester Hauptdarsteller in einem Spielfilm, Taylor Momsen als Beste Nebendarstellerin in einem Spielfilm, Bester Familienfilm)

## Veröffentlichung
Bei einem Produktionsbudget von 25 Mio. US-Dollar konnte der Film nach seinem Kinostart am 3. August 2007 weltweit über 65,2 Mio. US-Dollar wieder einspielen. In Deutschland startete der Film am 31. Januar 2008 in den Kinos und wurde am 17. Juli 2008 auf DVD und Blu-ray Disc veröffentlicht.